# Hippotis comosa
Hippotis comosa är en måreväxtart som beskrevs av Bengt Lennart Andersson och Rova. Hippotis comosa ingår i släktet Hippotis och familjen måreväxter.
Artens utbredningsområde är Ecuador. Inga underarter finns listade i Catalogue of Life.